# Анатолий (военный магистр)
Анатолий (лат. Anatolis или Anatolius; VII век) — военный и государственный деятель Византийской Италии во второй четверти VII века.

## Биография
О происхождении и ранних годах жизни Анатолия сведений не сохранилось. Единственное свидетельство о нём — письмо к нему занимавшего Святой Престол в 625—638 годах папы римского Гонория I. В нём военному магистру (лат. magister militum) Анатолию предписывалось покинуть возглавлявшийся им гарнизон в каструме Салерно (лат. castri Salernitani) и прибыть в столицу провинции. Там в качестве судьи (лат. iudici provinciae) он должен был взять на себя управление городом, чтобы положить конец убийствам и грабежам. Предполагается, что наделение Анатолия такими полномочиями, скорее всего, свидетельствует, что одновременно с новым назначением он получил и должность дукса (лат. dux). Из других средневековых исторических источников известно о существовании тогда обычая утверждения папой римским кандидатов на такие должности в Византийской Италии. Неизвестно, какие владения передавались под управление Анатолия: только Неаполь — столица византийской провинции, в которую входило Салерно, или вся провинция — Кампания. В первом случае он становился дуксом только одного города (лат. dux Neapolum), во втором — дуксом обширной территории (лат. dux Campaniae), в которую, кроме Неаполя и Салерно, входили Кумы, Стабии, Сорренто, Амальфи и Агрополи. Предшествовавшим Анатолию известным светским правителем Неаполя был казнённый в 616 или 617 году за участие в восстании Иоанн Компсин, следующим — ставший в 661 году герцогом Неаполя Василий.